# Coming Back to Life
„Coming Back to Life“ je osmá skladba z posledního studiového alba anglické progresivně rockové skupiny Pink Floyd The Division Bell z roku 1994. Autorem skladby je frontman skupiny David Gilmour.

## Sestava
- David Gilmour – zpěv, kytara
- Richard Wright – syntezátor, Hammondovy varhany
- Nick Mason – bicí, perkuse
- Guy Pratt – baskytara
- Jon Carin – klávesy